# 鉄飯碗

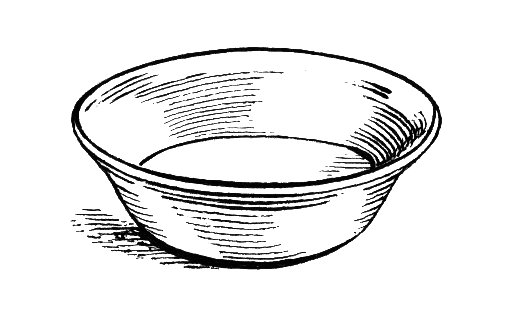
鉄飯碗

鉄飯碗（ティエファンワン、簡体字: 铁饭碗、拼音: tiěfànwǎn）は、1980年代の中華人民共和国の改革開放時代の言葉（社会風刺用語）である。政府などの公共機構に保護されている職業は、国が無くならない限り倒産しえず安定しているため、これらの職業に対して、割れない鉄で作ったお碗のように安定しているという意味で用いる。具体的には公務員、軍人、公立学校の教師、国有企業従業員などである。
日本語では「鉄の茶碗」「鉄のご飯茶碗」の他、日本の「親方日の丸」という言葉が持つ意味合いに近いため「親方五星紅旗」という意訳もある。
改革開放前の計画経済時代の中国の労働雇用制度は、中央・地方の労働当局が統一的に国営企業・行政機関等に新規学卒者を分配していく「統一労働分配制度」が採用されていた。この制度の下では、労働者の職業選択の自由は原則的に認められず、企業側にも労働者の選別および雇用調整の自由は認められていなかった。そのため「鉄の茶碗」（解雇がない）、「鉄の椅子」（降格がない）、「鉄の賃金」（賃金切り下げがない）の「三鉄」と呼ばれ、中国国営企業の特徴であった。この労働雇用制度は、労働力供給過剰傾向に伴う構造的失業者の大量発生を防ぐ一方で、企業の生産性に見合わず、国営企業の赤字体質を招来させた。